# Mukabasarikatti, Shiggaon
Mukabasarikatti là một làng thuộc tehsil Shiggaon, huyện Haveri, bang Karnataka, Ấn Độ.